# Neufchâteau (okręg w Belgii)
Neufchâteau (fr. Arrondissement administratif de Neufchâteau, nld. Arrondissement Neufchâteau, niem. Bezirk Neufchâteau) – okręg w północnej Belgii, w Regionie Walońskim, w prowincji Luksemburg.  

## Podział administracyjny
Okręg podzielony jest na dwanaście gmin (nld. gemeente, fr. commmune, niem. Gemeinde), w skład których wchodzi 61 dzielnic (deelgemeente)
| - Bertrix - Auby-sur-Semois - Cugnon - Jehonville - Orgeo - Bouillon (Bullioen / Beulen), miasto - Bellevaux - Corbion - Dohan - Les Hayons - Noirefontaine - Poupehan - Rochehaut - Sensenruth - Ucimont - Vivy - Daverdisse - Gembes - Haut-Fays - Porcheresse - Herbeumont - Saint-Médard - Straimont - Léglise - Assenois - Ébly - Mellier - Witry - Libin - Anloy - Ochamps - Redu - Smuid - Transinne - Villance - Libramont-Chevigny - Bras - Freux - Libramont - Moircy - Recogne - Remagne - Sainte-Marie-Chevigny - Saint-Pierre | - Neufchâteau, miasto - Grandvoir - Grapfontaine - Hamipré - Longlier - Tournay - Paliseul - Carlsbourg - Fays-les-Veneurs - Framont - Maissin - Nollevaux - Offagne - Opont - Saint-Hubert, miasto - Arville - Awenne - Hatrival - Mirwart - Vesqueville - Tellin - Bure - Grupont - Resteigne - Wellin - Chanly - Halma - Lomprez - Sohier |